# Hoa diên vĩ (tranh)
Hoa diên vĩ là một trong nhiều tác phẩm hội họa về hoa diên vĩ của họa sĩ người Hà Lan Vincent van Gogh. Bức tranh được vẽ khi Vincent van Gogh đang sống ở nhà thương điên Saint Paul-de-Mausole tại Saint-Rémy-de-Provence, Pháp, vào năm cuối cùng của cuộc đời danh họa.
Hoa diên vĩ được vẽ trước lần lên cơn đầu tiên của ông ở nhà thương điên. Bức tranh không có sự căng thẳng cao độ thường thấy trong những tác phẩm sau này của ông. Ông gọi bức tranh là "cột thu lôi cho bệnh tình của mình", bởi ông cảm thấy rằng ông có thể ngăn mình phát điên bằng cách tiếp tục vẽ.
Bức tranh chịu ảnh hưởng của thể loại tranh khắc gỗ Nhật Bản ukiyo-e, tương tự như nhiều tác phẩm khác của van Gogh cũng như các họa sĩ cùng thời khác. Sự tương đồng bao được thể hiện ở những đường viền đậm, các góc độ khác thường và lối tô màu phẳng không dựa theo hướng của ánh sáng.
Theo, em trai van Gogh đã gửi bức tranh tới buổi triển lãm thường niên của Société des Artistes Indépendants vào tháng 9 năm 1889, cùng với bức Đêm đầy sao trên sông Rhone.

## Chủ sở hữu
Chủ sở hữu đầu tiên của Hoa diên vĩ là một nhà phê bình nghệ thuật theo chủ nghĩa vô chính phủ người Pháp Octave Mirbeau, một trong những nhà tài trợ đầu tiên của van Gogh. Mirbeau đã mua bức tranh với giá 300 franc.
Năm 1987, Hoa diên vĩ trở thành bức tranh có giá cao nhất từng được bán lúc bấy giờ, lập nên một kỷ lục kéo dài trong hai năm rưỡi. Sau đó nó được bán với giá 53.9 triệu đô la Mỹ cho Alan Bond, nhưng Bond đã không có đủ tiền để trả cho bức tranh. Bức tranh sau đó được bán cho bảo tàng J. Paul Getty Museum ở Los Angeles vào năm 1990. Hoa diên vĩ hiện đang là bức tranh được bán với giá cao thứ 10 sau khi đã điều chỉnh so với lạm phát, và thứ 25 nếu không quan tâm đến lạm phát.